# Razumny (1941)
El destructor Razumny (en ruso: Разумный, lit. 'sensato') fue uno de los destructores de la clase Gnevny (oficialmente conocido como Proyecto 7) construidos para la Armada Soviética a finales de la década de 1930. Originalmente llamado Prochny, pasó a llamarse Razumny antes de su finalización en 1941 y fue asignado a la Flota del Pacífico. Aproximadamente un año después de la invasión alemana de la Unión Soviética en junio de 1941, se le ordenó unirse a la Flota del Norte, navegando por el Océano Ártico. Junto con otros destructores, el Razumny abandonó el Lejano Oriente soviético en julio de 1942 y llegó a Múrmansk tres meses después, donde comenzó a escoltar convoyes, tanto aliados de Gran Bretaña y Estados Unidos como soviéticos en los mares Blanco y de Barents. El buque resultó gravemente dañado por bombas alemanas mientras era reacondicionado en 1943 y estuvo en reparación durante cinco meses. Después de su reparación, pasó la mayor parte del resto de la guerra en tareas de escolta de convoyes, aunque bombardeó una ciudad ocupada por los alemanes durante la ofensiva Petsamo-Kirkenes de octubre de 1944.   
Después de la guerra, el Razumny fue modernizado entre 1954 y 1957 y se reclasificó brevemente como barco objetivo en 1960 antes de convertirse en un barco de alojamiento más tarde ese mismo año. Reclasificado nuevamente como barco objetivo en 1962, fue incluido en la lista para su eliminación en 1963 y desguazado.  

## Diseño y desarrollo
Después de construir los destructores de clase Leningrado, grandes y costosos de 40 nudos (74 km/h), la Armada soviética buscó la asistencia técnica de Italia para diseñar destructores más pequeños y más baratos. Obtuvieron la licencia de los planos de los destructores italianos de la clase Folgore y, al modificarlos para sus propósitos, sobrecargaron un diseño que ya era algo poco estable.
Los destructores de la clase Gnevnys tenían una eslora total de 112,8 metros, una manga de 10,2 metros y un calado de 4,8 metros a toda carga. Los buques tenían un sobrepeso significativo, casi 200 toneladas más pesados de lo diseñado, desplazando 1612 toneladas con carga estándar y 2039 toneladas a toda carga. Su tripulación constaba de 197 oficiales y marineros en tiempo de paz y 236 en tiempo de guerra.
Los buques contaban con un par de turbinas de vapor con engranajes, cada una impulsaba una hélice, capaz de producir 48 000 ihp en el eje (36 000 kW) usando vapor de tres calderas de tubos de agua que estaba destinado a darles una velocidad máxima de 37 nudos (69 km/h). Los diseñadores habían sido conservadores al calificar las turbinas y muchos, pero no todos, los buques excedieron fácilmente su velocidad diseñada durante sus pruebas de mar. Las variaciones en la capacidad de fueloil significaron que el alcance de los destructores de la clase Gnevny variaba entre 1670 y 3145 millas náuticas (3093 a 5825 km; 1922 a 3619 millas) a 19 nudos (35,00 km/h). El Razumny demostró tener un alcance de 2300 millas náuticas (4300 km) a esa velocidad.
Tal y como estaban construidos, los buques de la clase Gnevny montaban cuatro cañones B-13 de 130 mm en dos pares de monturas individuales superfuego a proa y popa de la superestructura. La defensa antiaérea corría a cargo de un par de cañones 34-K AA de 76,2 mm en monturas individuales y un par de cañones AA 21 K de 45 mm, así como dos ametralladoras AA DK o DShK de 12,7 mm. Así mismo, llevaban seis tubos lanzatorpedos de 533 mm en dos montajes triples giratorios; cada tubo estaba provisto de una recarga. Los barcos también podrían transportar un máximo de 60 o 95 minas y 25 cargas de profundidad. Estaban equipados con un juego de hidrófonos Marte para la guerra antisubmarina, aunque eran inútiles a velocidades superiores a tres nudos (5,6 km/h). Los buques estaban equipados con dos paravanes K-1 destinados a destruir minas y un par de lanzadores de cargas de profundidad.

## Historial de combate
El 7 de julio de 1936, se colocaron los componentes principales del Razumny en el astillero n.° 200 (en ruso: Николаевский судостроительный завод, lit. 'Astillero Nikolaev') en la ciudad ucraniana de Nikolayev y luego se enviaron a Vladivostok para su finalización en el astillero n.° 202 (Dalzavod), el 16 de agosto de 1937, se inició nuevamente su construcción con el nombre de «Prochny». Fue botado el 30 de junio de 1939 y el 25 de agosto, se le cambió el nombre por Razumny, antes de ser finalmente completado el 20 de octubre de 1941 y puesto en servicio en la Flota del Pacífico el 7 de noviembre.
Debido a la debilidad de la pequeña Flota del Norte y la importancia de los convoyes árticos aliados que transportaban suministros vitales a la Unión Soviética a través del puerto de Múrmansk, el Cuartel General del Mando Supremo (Stavka) decidió transferir varios buques modernos del Pacífico a la Flota del Norte a través de la Ruta del Mar del Norte. Liderados por el destructor líder Bakú, el Razumny y sus buques gemelos el Razyaryonny y el Revnostny partieron de Vladivostok el 15 de julio de 1942, aunque el Revnostny chocó con un carguero el 18 y tuvo que regresar a Vladivostok. Se detuvieron en Tiksi, el 14 de agosto, durante unos días, reanudaron el viaje cinco días después y llegaron a la bahía de Kola el 14 de octubre.
El 21 de noviembre, el destructor Razumny y otros dos destructores fueron enviados a rescatar a la tripulación de su buque gemelo el Sokrushitelny después de que el barco se partiera por la mitad en una tormenta. El Razumny solo pudo rescatar a un hombre porque fue asignada para vigilar los otros barcos mientras estos rescataban al resto de la tripulación. Entre el 25 y el 27 de diciembre, el destructor ayudó a escoltar al convoy aliado JW 51A. El 20 de enero de 1943, en respuesta a un informe de inteligencia de radio de un convoy alemán de dos transportes con un destructor y dos escoltas más pequeñas que navegaban hacia el este desde Tromsø, en Noruega. Los destructores Bakú y Razumny hicieron una incursión nocturna, para interceptar dicho convoy. Se enfrentaron al buque minador Skagerrak, a los dragaminas M303 y M322 y a los cazasubmarinos UJ1104 y UJ1105, frente al cabo Makkaur en Noruega. Después de acercarse lo suficiente, el Bakú disparó cuatro torpedos contra, lo que los soviéticos creían que era, el transporte líder, todos los cuales fallaron. Como sus vigías informaron de varias explosiones, se creyó que este último se había hundido y ambos buques de guerra soviéticos apuntaron sus armas contra, lo que se creía que era el segundo transporte, sin resultado. Los buques alemanes respondieron al fuego sin causar daños al Bakú, y el enfrentamiento terminó, después de siete minutos, cuando la visibilidad empeoró sensiblemente, lo que permitió a los buques soviéticos retirarse detrás de una cortina de humo lanzada por el Razumny. Del 3 al 4 de febrero, escoltó un pequeño convoy desde el Mar Blanco hasta la bahía de Kola, el 25 de febrero comenzó un reacondicionamiento. El 3 de abril, mientras aún estaba en dique seco, el buque fue alcanzado por una bomba que atravesó todo el barco antes de detonar junto al casco; otra bomba explotó a apenas 1,5 metros al costado del buque. Un tripulante murió y tres resultaron heridos; las reparaciones necesarias no se completaron hasta el 25 de junio.
El Razumny pasó los siguientes seis meses escoltando convoyes soviéticos, a menudo entre Múrmansk y Arcángel. Así mismo, ayudó a escoltar el convoy aliado JW 54A (24 al 25 de noviembre) y al convoy JW 55B (28 al 30 de diciembre). Entre el 20 y el 22 de enero de 1944, el buque y otros tres destructores hicieron un intento infructuoso de interceptar barcos de suministro alemanes frente a la costa noruega. El Razumny fue una de las escoltas del convoy aliado JW 56A (27 al 29 de enero) y pasó la mayor parte del año siguiente escoltando varios convoyes aliados, en particular los convoyes JW 57, JW 58, JW 59, JW 60, JW 61, RA 61, JW 62 y JW 63, así como varios convoyes soviéticos. Durante la ofensiva Petsamo-Kirkenes, el Razumny bombardeó la ciudad noruega de Vardö el 26 de octubre. Su última misión de escolta fue el 20 de enero de 1945.
Después de la guerra, el buque fue sometido a una profunda modernización que duró desde 1954 hasta el 30 de junio de 1957. El 6 de febrero de 1960, fue eliminado de la Lista de la Marina y redesignado como barco objetivo con el nombre de «TsL-29». El 15 de septiembre, fue reclasificado como barco de alojamiento con el nombre de «PKZ- 3». Aunque, el 4 de julio de 1960, se incluyó en la lista para su eliminación, el 23 de octubre de 1962, se convirtió en barco objetivo con la denominación de «SM-14». Finalmente, el 4 de mayo de 1963, el buque fue descartado y posteriormente desguazado.